# Краљица ноћи
„Краљица ноћи” је хрватски филм први пут приказан 15. новембра 2001. године. Режирао га је Бранко Шмит а сценарио је написао Јосип Цвенић.

## Радња
Радња се дешава у Осјеку 1968. године. Томо дечак од седамнаест година највећа је осјечка веслачка нада за јуниорски куп Југославије, такмичење које би у Осијеку требао отворити сам Јосип Броз Тито.
Као и његови пријатељи, Томо више машта о девојкама него о веслању, а највише о лепој проститутки Бетики те својој вршњакињи Јасни. Своје сексуалне жеље због здравственог проблема не успева претворити у стварност. Ипак завршава у болници, гдје га локални моћници по сваку цену желе 'уверити' да наступи на Купу. Притисци постају неиздрживи кад му као политичког сумњивца притворе оца...

## Улоге
| Глумац             | Улога                       |
| ------------------ | --------------------------- |
| Лука Драгић        | Томо Марковиновић           |
| Барбара Вицковић   | Бетика                      |
| Мустафа Надаревић  | Томин отац                  |
| Гордана Гаџић      | Томина мајка                |
| Ненад Цветко       | Златко                      |
| Матија Прскало     | Гоца                        |
| Дражен Кун         | Тренер Ивеша                |
| Доминик Шпигл      | Лонка                       |
| Фрањо Дијак        | Швабо                       |
| Хрвоје Кецкес      | Џамбо                       |
| Лана Ватсел        | Јасна                       |
| Ана Бегић          | Власта                      |
| Нада Гаћешић       | Продавачица                 |
| Славко Кнезовић    | Инспектор Здравковић        |
| Горан Гргић        | Доктор Јанда                |
| Сандра Лончарић    | Јагода                      |
| Ксенија Маринковић | Љубица (као Ксенија Угрина) |
| Иво Грегуревић     | Емил                        |
| Дамир Лончар       | Болесник 1                  |
| Зоран Чубрило      | Болесник 2                  |

Остале улоге  ▼
| Глумац                    | Улога             |
| ------------------------- | ----------------- |
| Данко Љуштина             | Лопата            |
| Гордан Иленчић            | Вис астронаут 5   |
| Александар Јаковац        | Вис астронаут 2   |
| Звонимир Јелачић Бужимски | Гладни болесник   |
| Славен Кнезовић           | Здравковић        |
| Звонимир Лугарић          | Вис астронаут 3   |
| Дарко Милас               | Официр ЈНА        |
| Дражен Најман             | Вис астронаут 4   |
| Фрањо Опраус              | Свирач на плажи 1 |
| Миа Оремовић              | Продавачица цвећа |
| Божидар Орешковић         | Приморац          |
| Мијо Павелко              | Андрас            |
| Анита Шмит                | Конобарица Ержика |
| Бранко Супек              | Рецепционер       |
| Домагој Ворбегер          | Вис астронаут 1   |
| Владо Вучковац            | Свирач на плажи 2 |
| Предраг Пређо Вусовић     | Јоле              |

## Награде
На фестивалу у Пули филм је награђен Златним аренама за најбољу продукцију и сценарио.